# Ivan Mikhaylovich Gubkin
Ivan Mikhaylovich Gubkin (1871 - 1939) là một nhà địa chất, hóa học người Liên Xô cũ, người có công tìm ra các mỏ dầu, "góp phần mở lòng Trái Đất".

## Cuộc đời
Ông sinh ra tại một vùng quê hẻo lánh của nước Nga tại vùng gần Karatarova. Nhờ bươn trải kiếm sống, ông mới đủ tiền để học tiếp ở Đại học Sankt-Peterburg. Suốt cuộc đời, ông luôn là người cương trực, giản dị, chất phác, nhã nhặn dù khi nghèo khó hay khi thành đạt trên cương vị là Chủ tịch Viện khoa học Liên Xô, chuyên gia hàng đầu thế giới về dầu mỏ.

## Sự nghiệp
Ông nghiên cứu sâu về địa chất hóa dầu mỏ, một lĩnh vực ít được quan tâm bấy giờ. Khám phá đầu tiên của ông là ở mỏ dầu Baku, quê hương thứ hai của ông.
Sau đó, lần lượt các vùng dầu mỏ lớn ở Ukraina, Ural, Vonga, Turmenia, Siberia... mỏ sắt ở Kursk.
Ông mất vào mùa xuân 1939 một cách lặng lẽ. Trước lúc mất, ông còn tiên đoán các vùng tài nguyên. Và những tiên đoán đó đã là sự thật khi lần lượt các mỏ dầu ở Gruzia, Đông Siberia, tỉnh Tyumen..
Lenin đánh giá rất cao và luôn dành thời gian lắng nghe ý kiến của ông. Vì vậy, Lenin chỉ thị chính quyền các vùng phải tạo điều kiện để ông làm việc và cống hiến cho đất nước.